# James Wilson (Fußballspieler, 1865)
James Wilson (* 6. Juli 1865 in Bonhill; † 28. Februar 1900 Alexandria) war ein schottischer Fußballtorwart.

## Karriere
Von 1884 bis 1893 spielte Wilson als Torhüter beim FC Vale of Leven in seiner Geburtsstadt Alexandria. Mit dem Verein erreichte er 1885 und 1890 das schottische Pokalfinale, das jeweils verloren wurde. Daneben gehörte er in sechs Finals um den Dumbartonshire Cup zum Aufgebot und zwei Mal im Endspiel um den Glasgow Merchants Charity Cup. In der Saison 1893/94 spielte er für Third Lanark in der Scottish Football League.
Zwischen 1888 und 1891 absolvierte Wilson vier Länderspiele für die schottische Nationalmannschaft. Sein Debüt gab er am 10. März 1888 bei einem 5:1-Sieg gegen Wales an der Easter Road. Die drei weiteren Spiele absolvierte er allesamt gegen England. Wilson spielte mehrfach in Trial-Matches und wohnte 1891 einem 9:2-Erfolg gegen den englischen Amateurklub Corinthian FC bei. Zudem war er mehrfach Auswahlspieler für Dumbartonshire. Über seinen letzten Länderspieleinsatz 1891 hielt der Korrespondent der Athletic News fest: „Wilson war abgeklärt im Tor und hielt glänzend, aber bei einigen Gelegenheiten machte er einige sehr riskante Abschläge.“
Abseits des Fußballplatzes war Wilson Scharfschütze bei den Dunbartonshire Volunteers und nahm am landesweiten Schießwettbewerb Queen’s Hundred teil. Hauptberuflich arbeitete er im Druckereiwesen.
Er starb am 28. Februar 1900 im Alter von 33 Jahren an einer Lungenentzündung, er hinterließ seine Ehefrau und mehrere Kinder. In einem Nachruf wird über ihn geschrieben: „[er] rangiert nach McAulay als großartigster schottischer Torhüter.“